# حبيبة بنت عبيد الله
حبيبة بنت عبيد الله بن جحش، صحابية، وربيبة رسول الله، وأُمها أُم حبيبة رملة بنت أبي سفيان زوج النّبي، وبها كانت تُكْنَى. هاجرت حبيبة مع أبيها إلى أرض الحبشة فتنصَّر أبوها هنالك، ومات نصرانيًّا، وقدمَتْ مع أُمها على رسول الله المدينة، وتزوّج حبيبة داود بن عُروة بن مسعود الثقفي.